# النقد في إيالة الجزائر
يشير النظام النقدي لإيالة الجزائر إلى جميع العملات المستعملة بالتبادل النقدي خلال فترة إيالة الجزائر، من 1519 إلى 1830، ثم خلال السنوات الأولى من الاستعمار الفرنسي (1830-1848).
أن أهم ما ميز العملة في أيالة الجزائر خلُوها من صور الحكام والشعارات والرموز، إضافة إلى شكلها المستدير، وتعددت قيمتها من عملات ذهبية وفضية وبرونزية ونحاسية.
كانت هناك ثلاث فئات من النقود المعدنية في إيالة الجزائر في القرن الثامن عشر، ومن أشهر النقود المتداولة:
- عملات ذهبية:
  - السلطاني أو المحبوب أو السكة، والوحدة تزن حوالي 3.2 غرام، وأيضا توفر نصف السلطاني وربع السلطاني
  - الدبلون وهو الدينار أو ما يعادله ذهبا
  - الدوكة وكانت تعادل دينار ذهبا
  - إضافة إلى رواج عملة الزياني الذهبي، وهو من بقايا العملة الزيانية
- عملات فضية شائعة جدًا مثل:
  - القرش الجزائري أو الدرهم الناصري
  - البوجو أو ريال بوجو، ويتوفر منه أيضا زوج بوجو (أي بوجوان) وربع بوجو وثمن بوجو
  - دورو الجزائر
  - العائمة
  - الكورونة التي اشتهرت بكثرة وكانت من الفضة الخالصة
  - الدورو الإسباني
  - الريال الفضي
  - الأسبر الفضي
  - موزونة وكذلك زوج موزونة (أي موزونتان)
  - وكذلك تأتي بعد ذلك من حيث الأهمية العملات التونسية نظرا للعلاقات التجارية الكبيرة عبر الحدود ما بين أيالة الجزائر وإيالة تونس.
- العملات النحاسية أو المليارية، ومنها:
  - الأسبر النحاسي
  - الناصري، وتسمى أحيانًا أيضًا الخروبة؛
  - عملة نحاسية وهي المنقر، اختفت في القرن الثامن عشر
  - الخروبة ريال
  - درهم صغير ومنه أيضا زوج دراهم صغار،
  - الأسبر النحاسي
  - الفلس
- هناك أيضًا عملتان حسابيتان، بدون قيمة مادية، ساريتان:
  - الصائم، وهي عملة نحاسية صغيرة القيمة، استخدمت بشكل أساسي للمعاملات اليومية الصغيرة في الجزائر خلال فترة الحكم العثماني
  - البطاقة، وهي عملة نحاسية أو برونزية صغيرة القيمة، وكانت تستخدم في المعاملات اليومية الصغيرة، مثلها في ذلك مثل عملة "الصائم".[2]

كما النقود المغربية متداولة في الغرب الجزائري، وذلك نظرا للنشاط التجاري المتزايد عبر محور تلمسان – فاس، ومن أهمها البندقي العشراوي ونصف البندقي العشراوي المثقال الموزونة والفلس والريال والدرهم، إضافة إلى العملات العثمانية.
كانت العملات الجزائرية تسك في دار السكة [الفرنسية]، وهي دار سك العملة الموجودة في الجزائر العاصمة، والتي يعد دورها في السياسة النقدية حقيقيا لأن الدايات يحددون جودة السبيكة حسب احتياجاتهم. وبحسب دييغو دي هايدو، فإن قيمة هذه العملات كانت تتقلب في القرن السادس عشر لأنها كانت تتعدل وفقا لمتطلبات اللحظة. تتميز هذه المؤسسة الإستراتيجية بكونها مرتبطة دائمًا بقصر الداي (قصر الجنينة، ثم القصبة من عام 1817). إن شُح المعادن في الجزائر لأسباب عدة منها عدم وجود مناجم كبرى، وانقطاع ذهب السودان منذ القرن السابع عشر، بعد تزايد نشاطات البرتغال في غرب إفريقيا، كلها عوامل اضطرت حكام الجزائر الأتراك إلى دعم دار السكة مباشرة من المعادن الثمينة المكدسة في خزينة الدولة.
العملات المعدنية المتداولة في أيالة الجزائر هي أيضًا من أصل أوروبي مع غلبة العملات المعدنية ذات الأصل الإسباني. هناك أيضًا عملات معدنية سكتها الدولة العثمانية منذ أن كانت أيالة الجزائر، على الرغم من استقلالها، جزءًا منها. تحدد قيمتها حسب محتواها من الذهب أو الفضة. تستخدم بعض العملات النحاسية الأجنبية للتعويض عن نقص النقود الصغيرة في الحياة اليومية. في الواقع، كانت المقايضة تُمارس على نطاق واسع في جميع أنحاء أيالة الجزائر.